# تبائین
تبائین یا پارامرفین یک آلکالوئید افیونی و یکی از ترکیبات تریاک است. ساختار شیمیایی تبائین شبیه به آنِ مرفین و کدئین است اما بیشتر محرک است تا مسکن و در صورت مصرف مقدار زیاد موجب تشنجی شبیه به مسمومیت با استرکنین می‌شود. تبائین کاربرد درمانی ندارد ولی می‌توان از آن برخی داروهای مخدر را تولید کرد.
تریاک دارای چندین آلکالوئید است که مهمترین آنها مرفین (۱۰ تا ۱۵ درصد)، کدئین (۱ تا ۳ درصد)، نوسکاپین (۵ تا ۱۰ درصد)، پاپاورین (۱ تا ۳ درصد) و تبائین (۱ تا ۲ درصد) است. همه این آلکالوئیدها به جز تبائین استفاده دارویی دارند و به عنوان ضد درد مورد استفاده قرار می‌گیرند. تبائین طی فرایند ساده‌ای به کدئین که یک ترکیب بسیار ارزشمند در داروسازی است تبدیل می‌شود. تبائین به صورت صنعتی می‌تواند به موادی از قبیل اکسی کدون، اکسی مورفین، نانوکسن، نالبوفین، نالتروکسن، بوپره نورفین، اترفین و کدئین تبدیل شود.
نالتروکسن، بوپره نورفین از داروهای صنعتی درمان اعتیاد است که از تبائین ساخته می‌شوند.
این ماده از پاپاور براکتئاتوم که گیاه بومی و منحصر به فرد ایران است و دارای حدود ۳ درصد از این ماده دارویی بوده استخراج می‌شود و در سایر کشورها از گیاه پاپاور سامنیفروم که دارای غلظت حدود ۰٫۲ است استخراج می‌شود.
تبائین یا پارامورفین نام خود را از یک شهر باستانی در مصر به نام Thebai گرفته‌است. شهر معروف تبس در مصر علیا در روزگار فرعونیان مرکز مهم کشت فرمول مولکولی آن، C19H21NO3 و جرم مولکولی آن ۳۱۱٫۳۷ گرم بر مول (g mol−۱) است.
بوپره نورفین، یک ماده نیمه صنعتی مشتق از تبائین و یکی از مشتقات طبیعی فناترن است که از گیاه خشخاش گرفته می‌شود و یک ضد درد اپیوئیدی محسوب میگردد و برای اولین بار در سال ۱۹۶۸ ساخته شد. به بوپره نورفین، نامهای تجاری متفاوتی نظیر، تمجیزک، نورجیزک نیز گفته می‌شود.